# Ванамыйза (Сауэ)
Ва́намыйза (эст. Vanamõisa) — деревня на севере Эстонии в волости Сауэ уезда Харьюмаа.

## География
На севере деревня граничит с деревней Пюха, на востоке — с деревней Тутермаа, на западе — с деревнями Аллику, Койду и Яльгимяэ, на юге — с деревнями Айла и Валингу и городом Сауэ.
Граница Ванамыйза с деревнями Айла, Валингу и Койду, а также с городом Сауэ, проходит по железной дороге Таллин — Кейла. На границе с деревней Койду находится железнодорожная платформа Падула. Через территорию Ванамыйза протекает река Вяэна.

## Население
| 1976 | 2005  | 2006  | 2007  | 2008  | 2009  | 2010  | 2011  | 2012  |
| ---- | ----- | ----- | ----- | ----- | ----- | ----- | ----- | ----- |
| 229  | ↗ 319 | ↗ 322 | ↘ 316 | ↘ 307 | ↗ 342 | ↗ 375 | ↗ 413 | ↗ 441 |

По данным переписи населения 2021 года, в деревне проживал 801 человек, из них 753 (94,2 %) — эстонцы.

## История
Археологом Мати Манделем на территории Ванамыйза были обнаружены следы поселения, существовавшего со второй половины первого тысячелетия нашей эры и до начала второго. Помимо поселения, здесь также был обнаружен жертвенный источник, получивший название «Источник Сыэру» и два ритуальных камня. 

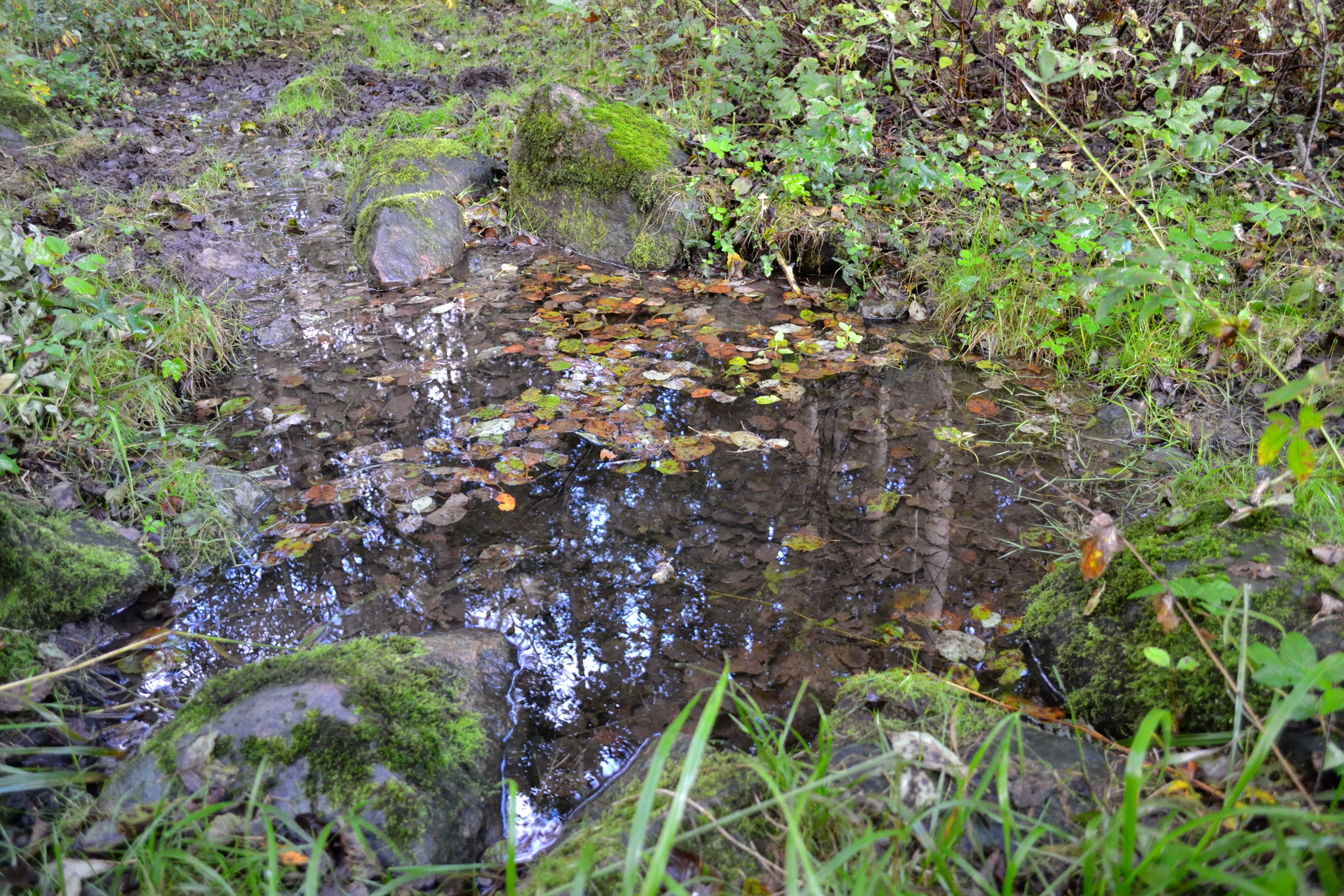
Жертвенный источник Сыэру

В 1913 году, во время строительства радиостанции, в деревне были найдены арабские дирхемы IX—X веков.
Первые упоминания о деревне содержатся в датской поземельной книге 1241 года. Поселение в ней упоминается под названием Kircotæn. Данной землей владел Йон Рот (Jon Roth), а затем Ивар Тагесен, датский политический деятель середины XIII века, казнённый в 1262 году. Неизвестно, кому принадлежала деревня после Тагесена.
В 1459 году в Ванамыйза была построена рыцарская мыза Кергута (Kerketey), которая получила самостоятельность от мызы Сауэ в 1670-х годах. В XVII веке мыза принадлежала Гастферам и Гельвигам. В XVIII — Людвигам, Буксгевденам, Бременам, Клугенам и Паленам. В первой половине XIX века владельцами мызы были Мореншильды и Стенбоки, а в 1853 она перешла в собственность Таллинского дома малоимущих. С 1882 года до земельной реформы 1919 года мыза принадлежала владельцам мызы Сауэ Штральборнам.
В 1866 году на основе земель мыз Ванамыйза и Рахула была создана волость Ванамыйза-Рахула, которая просуществовала до 1886 и была разделена на две волости 
Самостоятельная волость Ванамыйза просуществовала до 1891 года и была объединена с волостью Сауэ.
5 декабря 1945 года деревня вошла в состав сельсовета Сауэ.
В советское время в деревне работал животноводческий совхоз, затем — опорно-показательный овощеводческий совхоз «Сауэ».
В настоящее время на территории деревни расположен крупнейший в Эстонии караван-парк и Ванамыйзаский центр под открытым небом. В деревне ежегодно проводится одна из самых больших в Эстонии ярмарок изделий ручной работы и продуктов эстонского производства. На ярмарке насчитывается почти 400 торговых точек и её посещает около 12 тысяч человек.

## Ванамыйзаская ярмарка

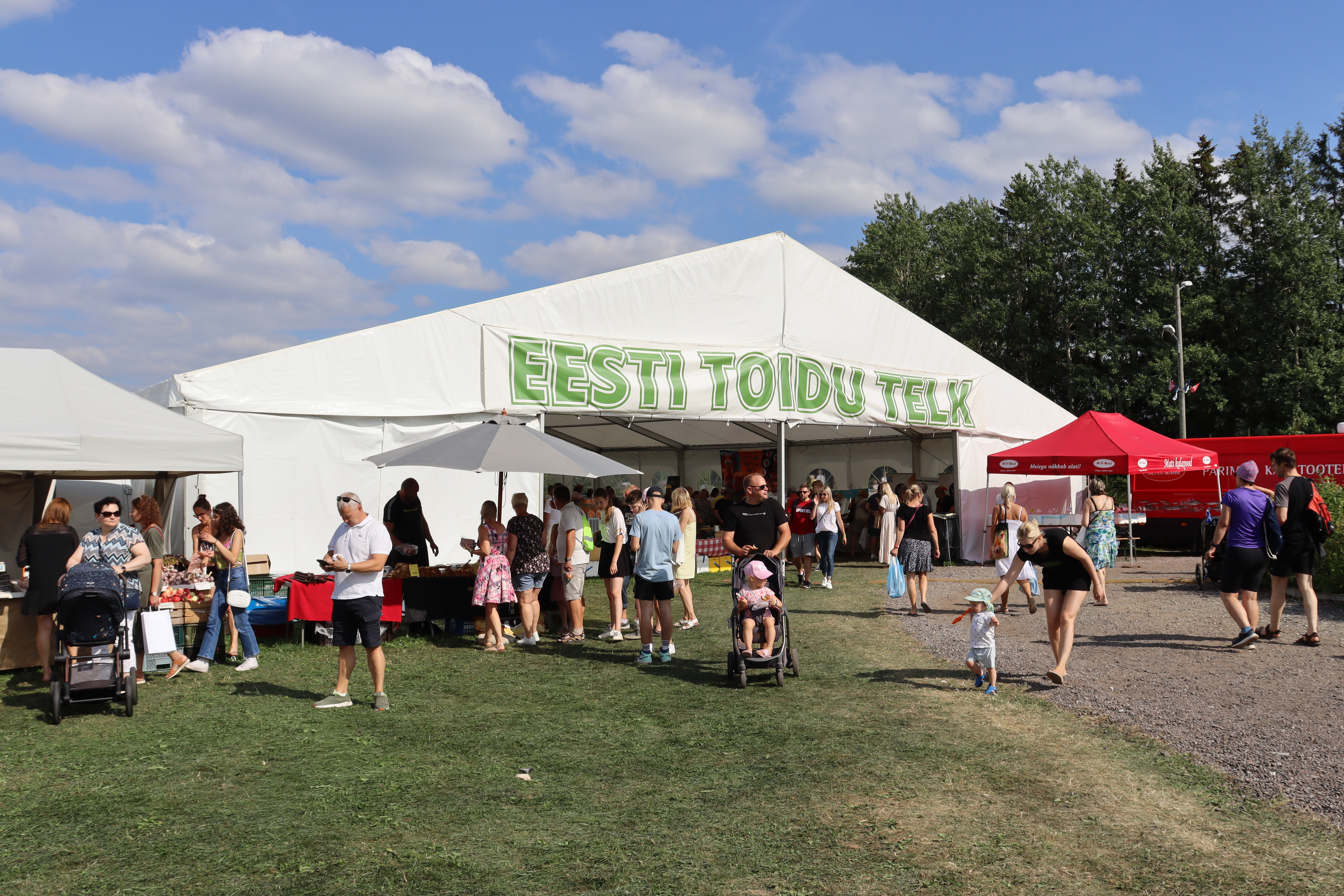
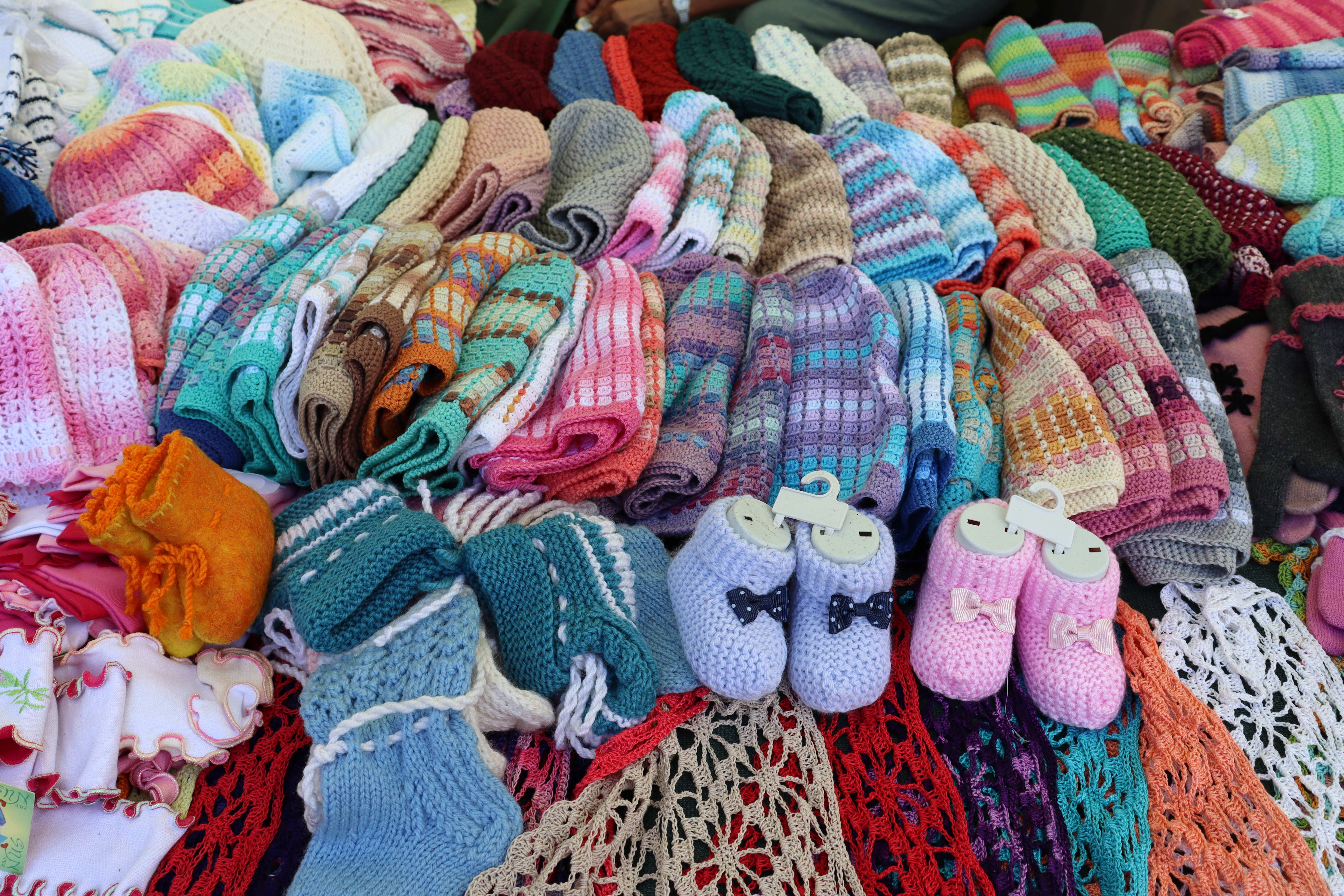
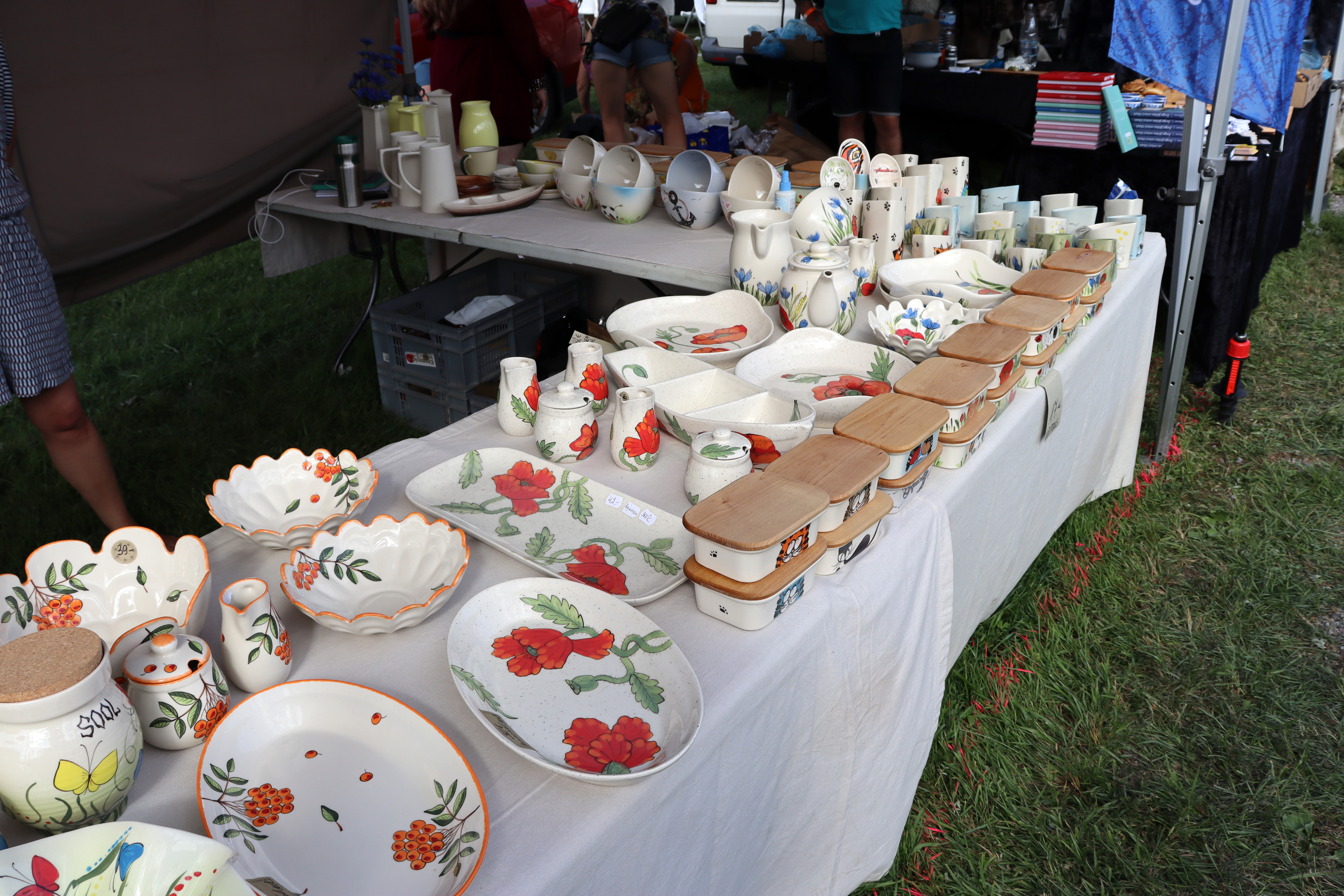
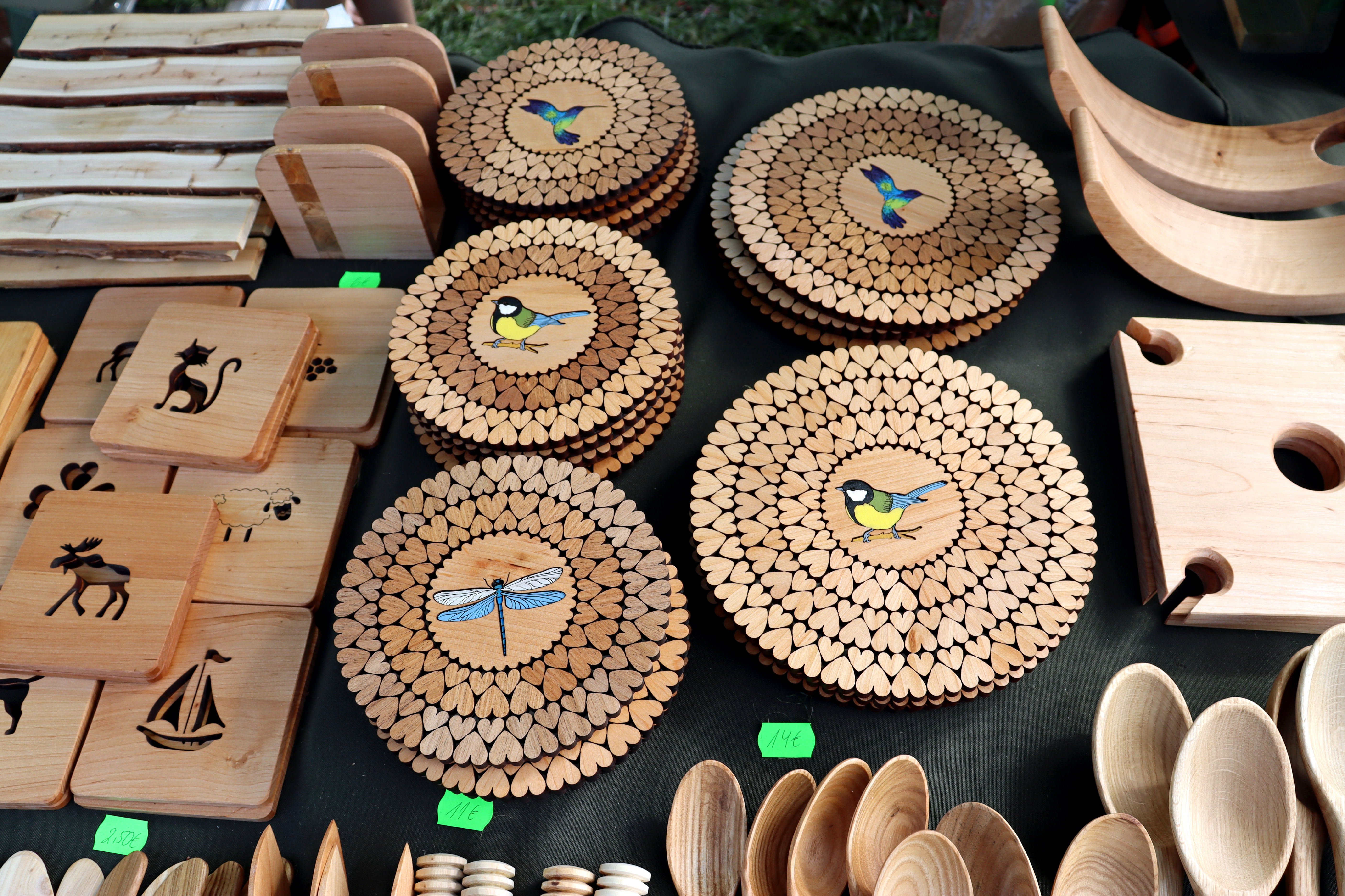
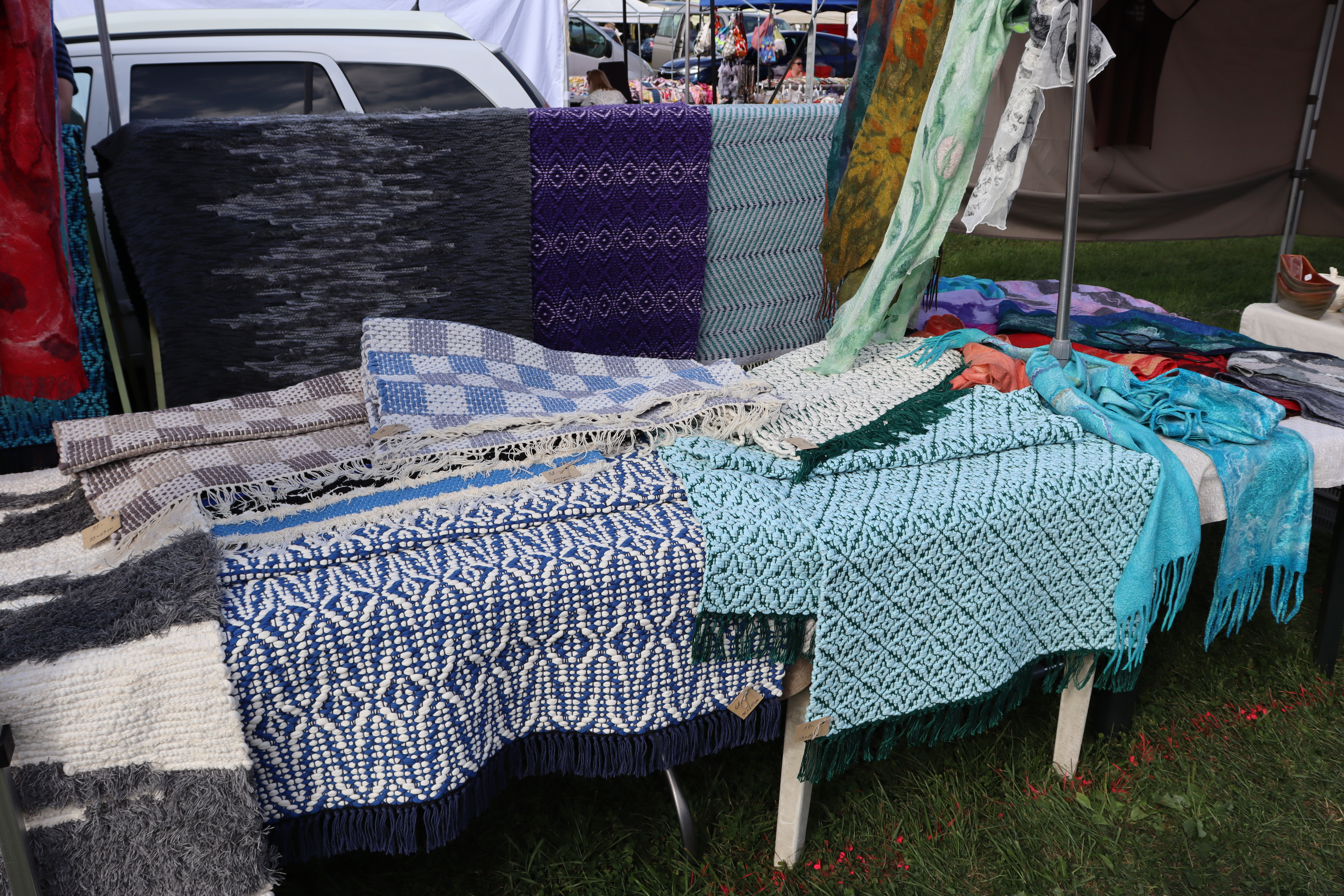
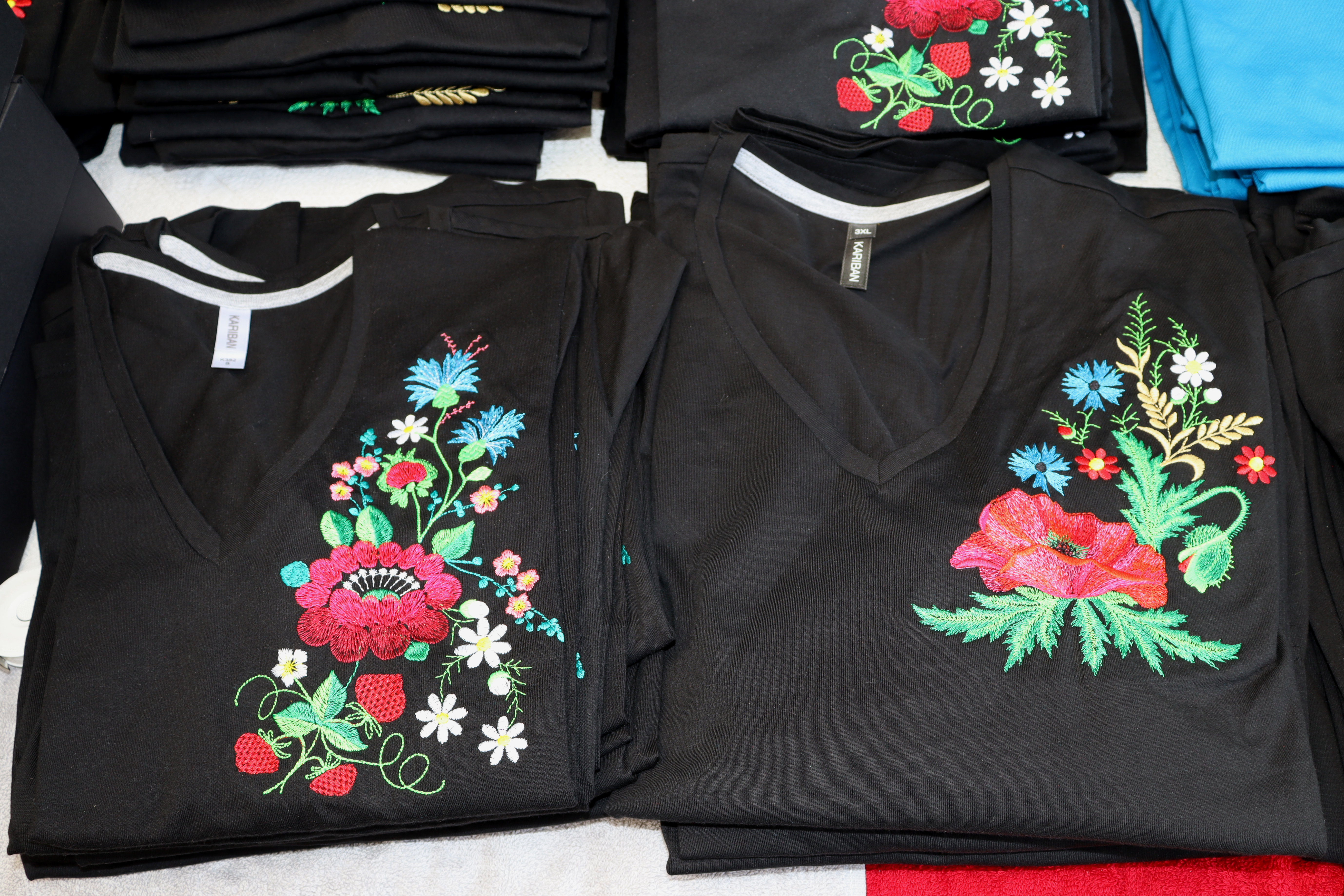
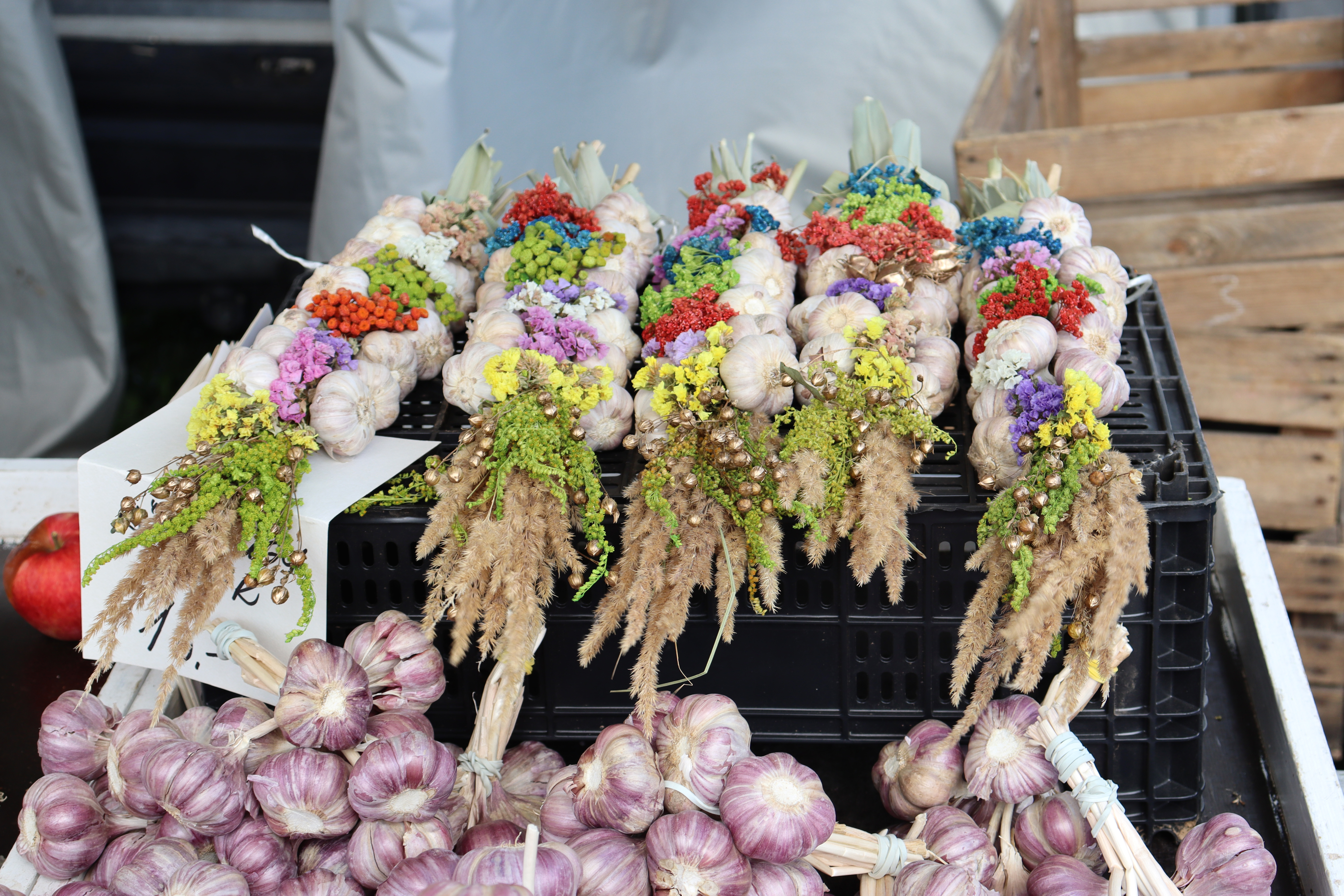